# Cidade antiga de Havana e suas fortificações
A Cidade antiga de Havana e suas fortificações situa-se na província de Ciudad de La Habana, em Cuba.
A Cidade antiga de Havana e suas fortificações foram declaradas Património Mundial em 1982. Um ano mais tarde, uma campanha foi lançada para restaurar o antigo aspecto dos edifícios.

## Cidades geminadas
- Córdoba, Espanha
- Torrelavega, Espanha
- Viveiro e Lugo, Espanha
- Tepic, México
- Guanajuato, México
- Guadalupe, México

## Praças, castelos e fortalezas
As principais praças de La Habana Velha são Praça de Armas, Praça de San Francisco de Asis, Praça del Cristo e Praça de la Catedral.
Pela sua parte, os castelos mais importantes são: O Castelo da Força Real, o Castelo dos Três Reyes Magos del morro e o Castelo de San Salvador de la Punta, assim como a Fortaleza de San Carlos de la Cabaña.

## Galeria

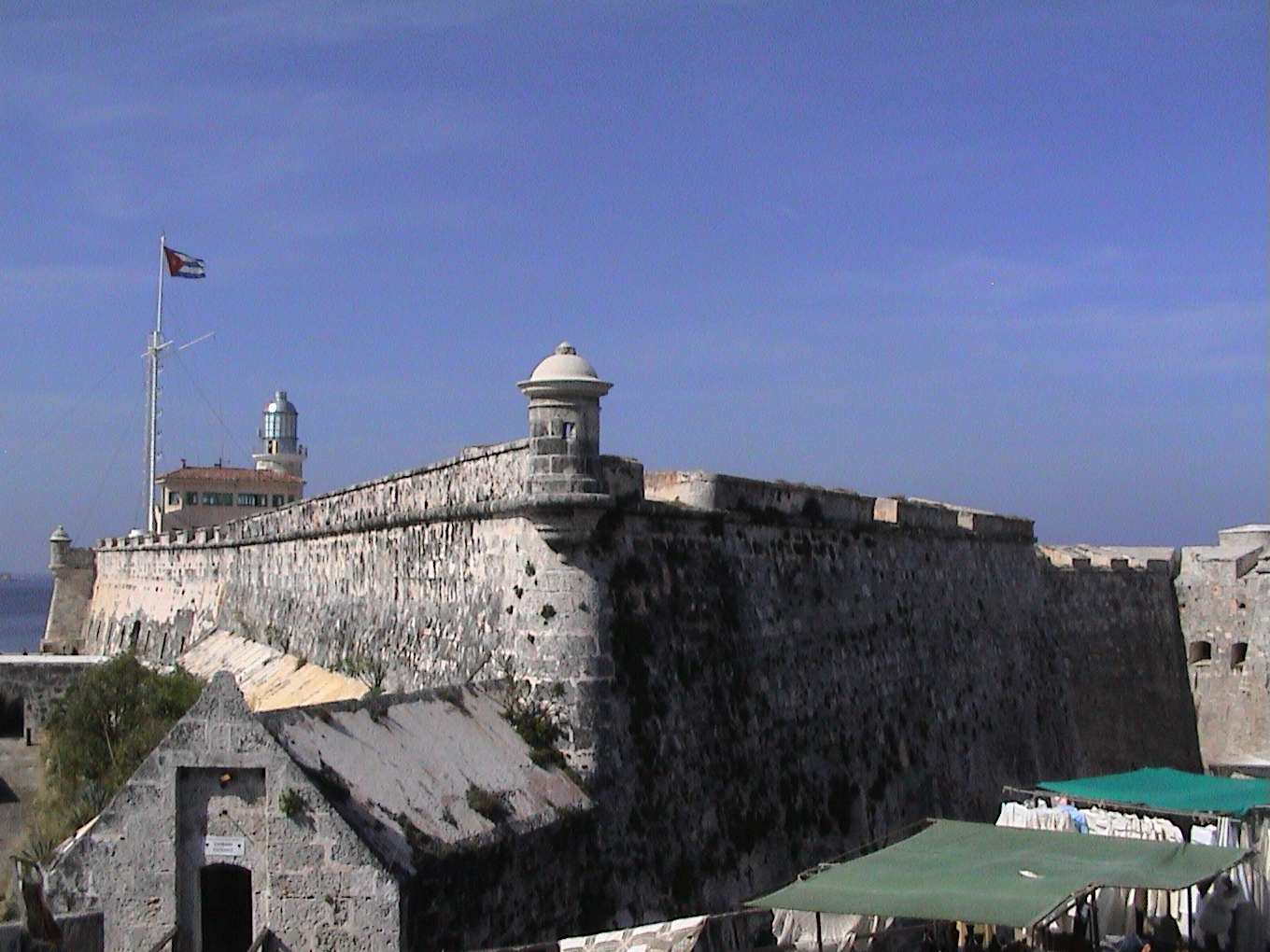
Castillo del Morro
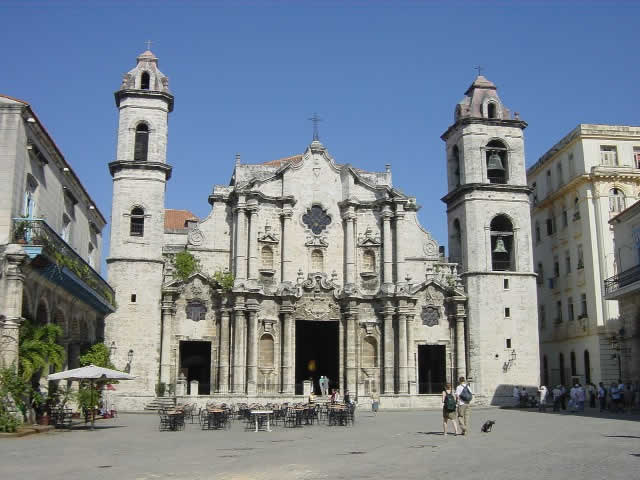
Catedral de San Cristóbal
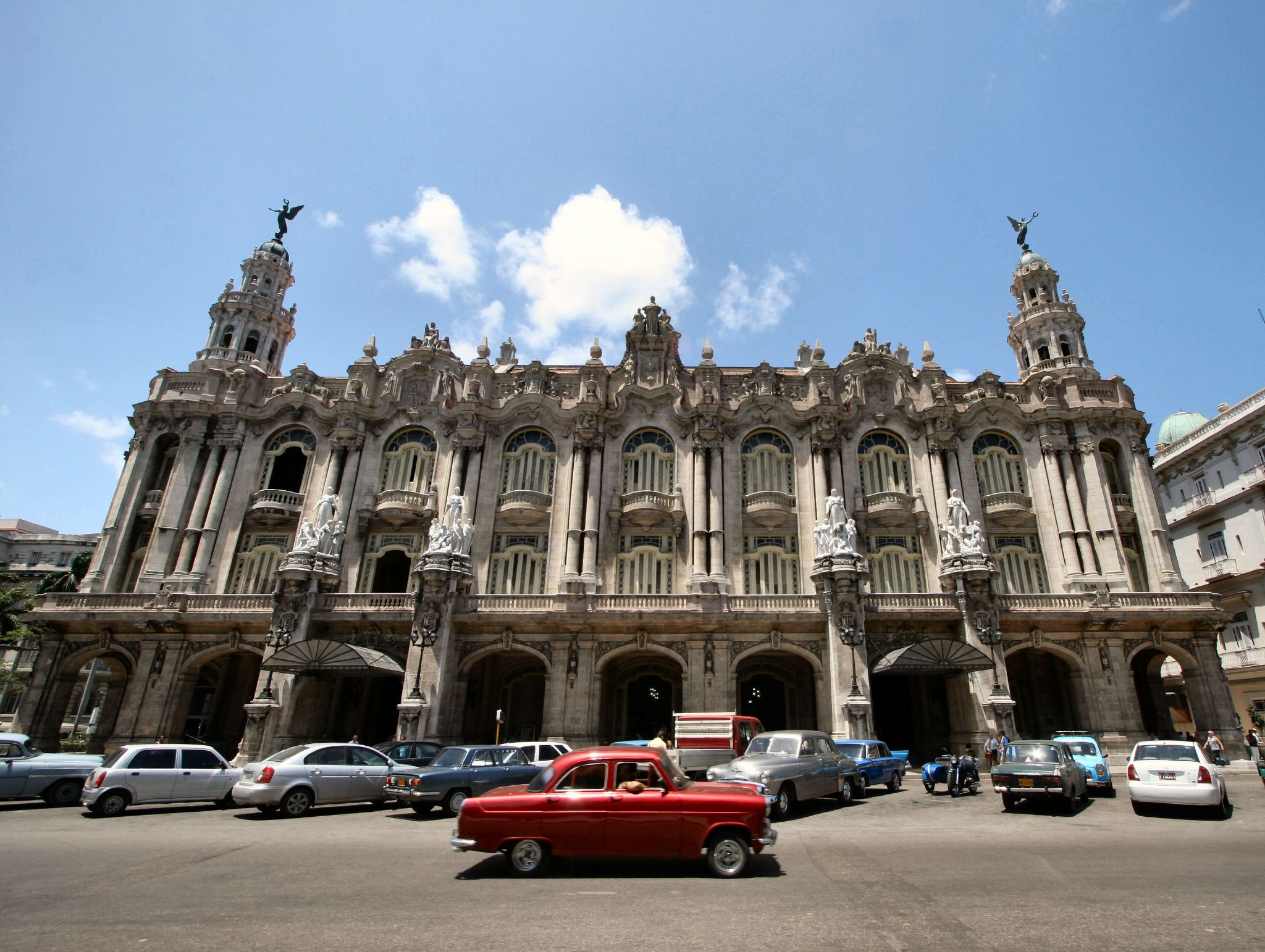
Grande Teatro de Havana
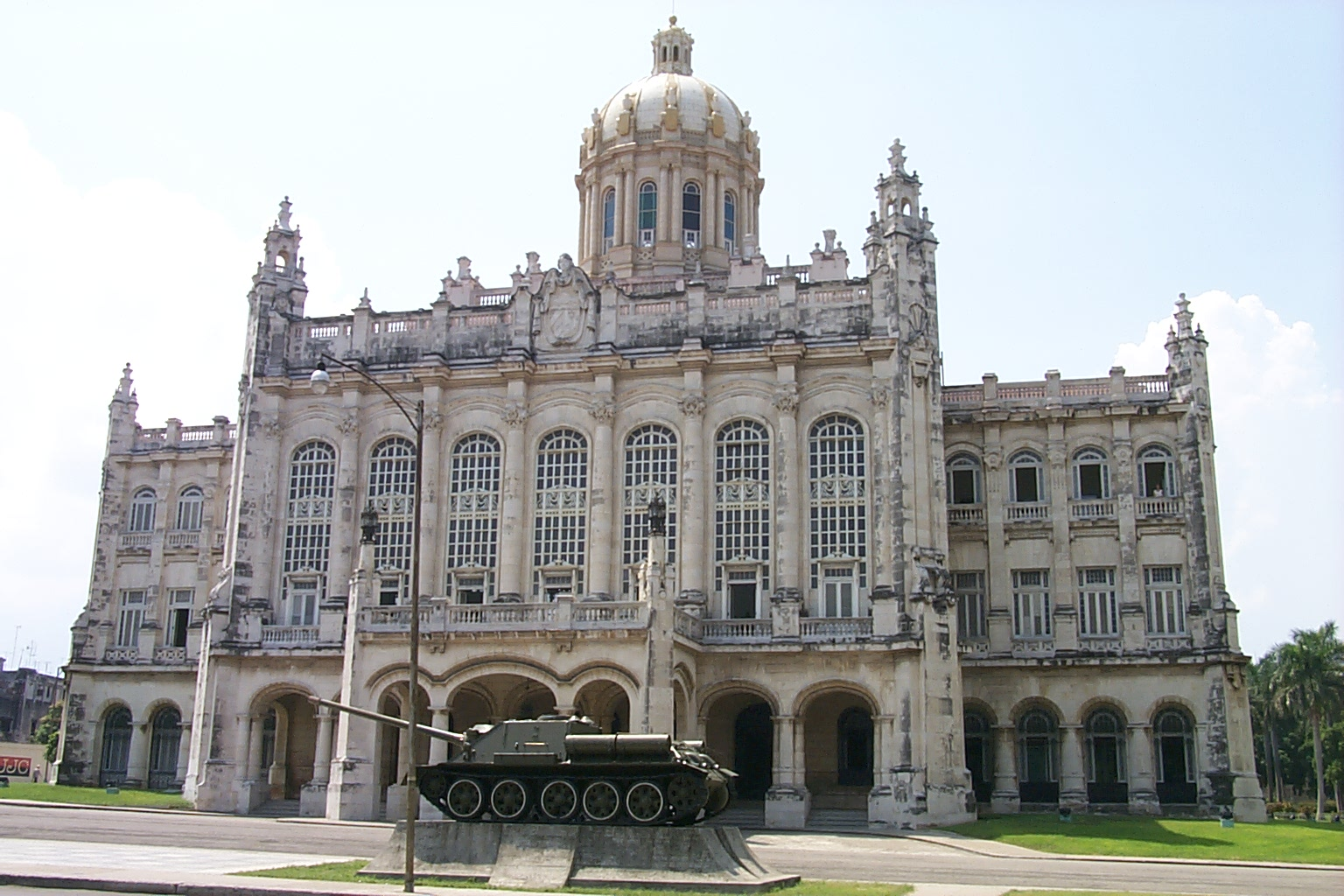
Museo de la Revolución